# Winner (группа)
Winner (кор. 위너, часто стилизуется как WINNER) — южнокорейский бойбенд, сформированный в 2013 году компанией YG Entertainment и дебютировавший в 2014 году. Состоит из четырёх участников: Ли Сынхун, Сон Мин Хо, Ким Джинъу и Кан Сынюн. Изначально в составе было 5 человек, но Нам Тэхён покинул коллектив 25 ноября 2016 года из-за проблем с психическим здоровьем.
Группа была сформирована осенью 2013 года через реалити-шоу WIN: Who Is Next (телеканала Mnet), где участники выступали в команде «А» и соревновались за шанс дебютировать в новом мужском коллективе YG впервые за восемь лет с момента дебюта Big Bang. В итоге команда выиграла все голосования, и ей было присвоено название «Winner».
Дебют Winner откладывали почти год, и впервые они выступили на YG Family Concert 15 августа 2014 года. 17 августа состоялся показ их выступления на Inkigayo. 10 сентября группа официально дебютировала в Японии. За 2014 год они выиграли номинацию «Новичок Года» на Mnet Asian Music Awards, MelOn Music Awards и Seoul Music Awards.

## Карьера

### Предебют
В 2010 году Сын Юн был участником популярного шоу талантов Superstar K2, и дошёл до финальной четвёрки. В том же году был подписан его контракт с YG Entertainment и он дебютировал как актёр в ситкоме «Неудержимый пинок 3: Месть коротконогих». В 2013 году он также дебютировал как сольный исполнитель и выпустил несколько треков, включая «It Rains».
Сын Хун являлся бывшим участником шоу талантов K-Pop Star 1 в 2012 году. Там он занял четвёртое место и был замечен директором YG Ян Хён Соком (он являлся одним из судей). 16 мая 2012 года было объявлено, что он подписал контракт с компанией.
Мин Хо начал свою карьеру в качестве андерграундного рэпера Мино, записывая совместные треки с другими артистами (Зико, Кёном и Пио из Block B и Тэуном из SPEED). Мино должен был дебютировать в Block B, но покинул группу перед дебютом по личным причинам. В 2011 году он дебютировал в группе BoM компании Y2Y Contents Company, но коллектив был расформирован два года спустя. В 2013 году присоединился к YG, пройдя прослушивание.
Джин У посещал музыкальную танцевальную академию. Его заметил Сынри из Big Bang и привёл в агентство. Джин У стал трейни в 2010 году.
Тэ Хён был принят в компанию через прослушивание в 2011 году. В том же году он с Джин У были одними из танцоров на YG Family Concert.

### 2013−14:WIN: Who Is Nextи дебют

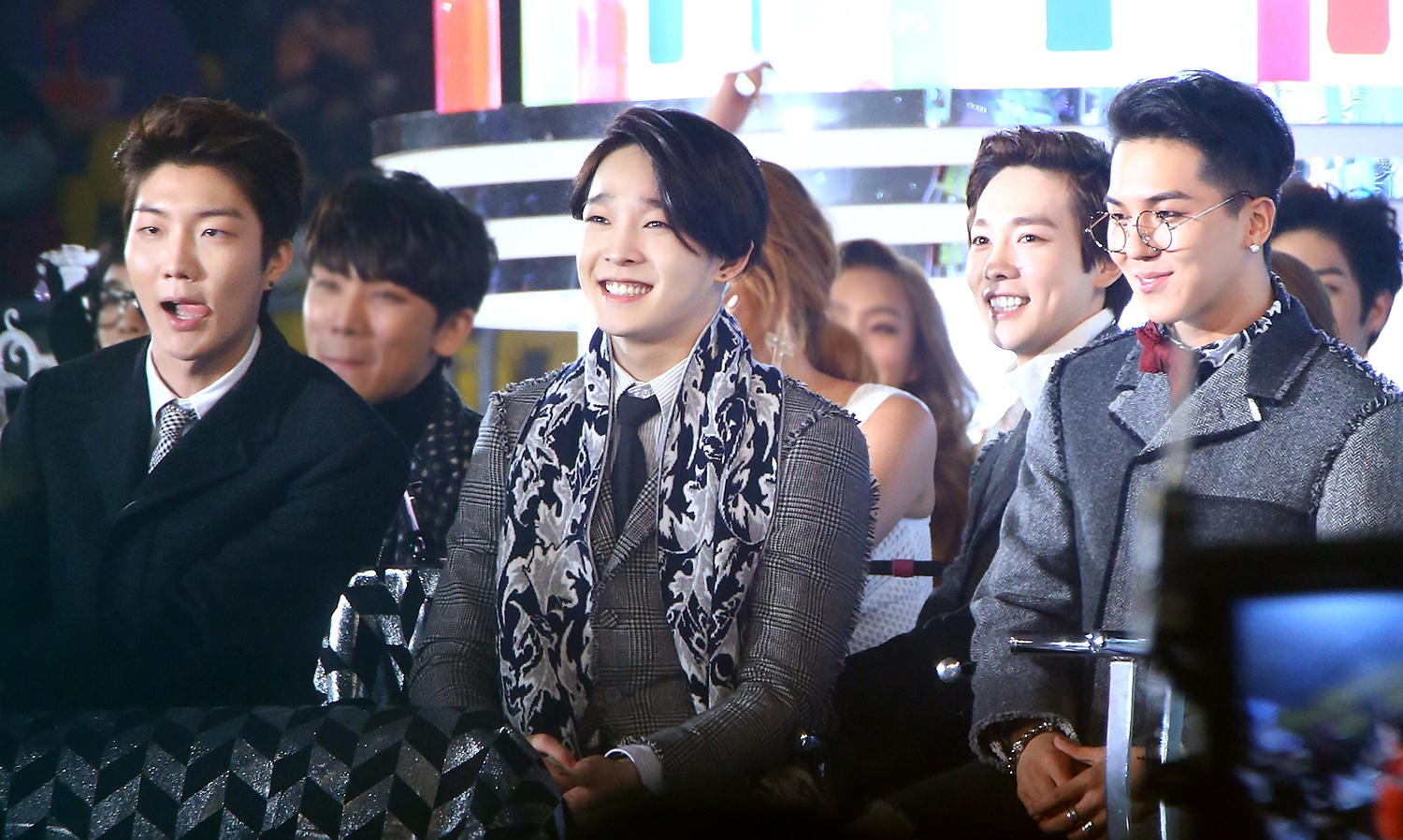
Winner на премии Melon Music Awards, ноябрь 2014 года

Пять трейни компании были собраны в команду «А» для участия в реалити-шоу WIN: Who Is Next, трансляция которого проходила на канале Mnet. Во время финального эпизода, прошедшего 25 октября 2013 года, было объявлено, что они дебютируют с названием «Winner», выпустят два сингла 28 октября и будут выступать на открытии японского тура Big Bang с 15 ноября. 9 ноября участники группы появились в качестве танцоров в клипе Тэяна «Ringa Linga». С 13 декабря на Mnet началась трансляция шоу Winner TV.
С июня по августа 2014 года были представлены первые фото и видео-тизеры группы. Дебютный шоукейс прошёл 6 августа, выход студийного альбома 2014 S/S в цифровом формате состоялся 12 августа, а на физических носителях двумя днями позже. В день дебюта продажи компании возросли на 6,57 %. 17 августа было показано их выступление на Inkigayo, и они стали единственной мужской группой, которые смогли победить на музыкальном шоу во время первого выступления (M! Countdown). Фан-клуб получил название «Inner Circle» (рус. Круг Победителей; на корейском произношение созвучно с «Номер 1» (англ. Number 1)). Вместе с релизом альбома было выпущено 2 видеоклипа — «Color Ring» и «Empty». 2014 S/S достиг вершины Billboard World Albums Chart. 30 августа был выпущен видеоклип на сольную песню Мино «I’m Him», где также снялись другие участники.
10 сентября было объявлено о начале промоушена в Японии с 2014 S/S: Japan Collection, и 11 сентября состоялся их первый японский концерт. 11 октября японский тур был завершён в Токио. 9 декабря американский телеканал Fuse составил список «13 артистов-прорывов 2014 года», и Winner оказались единственными корейскими артистами, попав на 11 место. 17 декабря Dazed опубликовал список «20 к-поп песен 2014», где «Color Ring» занял 10 место.

### 2015−16: Сольная деятельность,EXIT:Eи уход Тэхёна

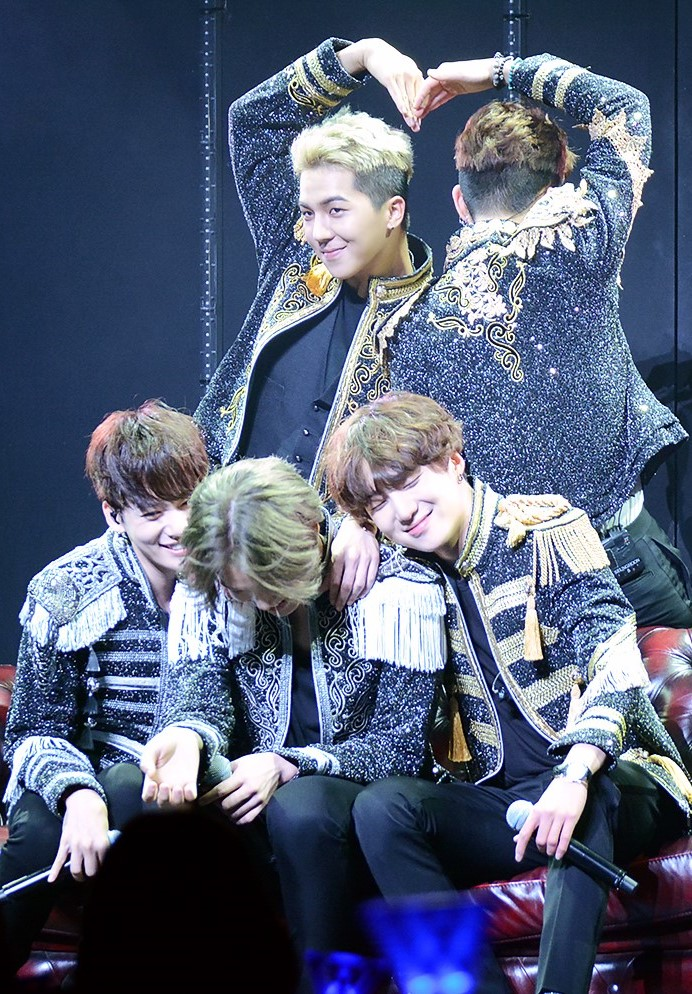
Winner во время тура в Японии, октябрь 2015 года

В 2015 году Winner отправились на перерыв, а участники занялись сольными проектами. Тэхён принял участие в нескольких кинопроектах, в том числе в веб-дораме «Девушка полуночи» (англ. Midnight’s Girls), «Ночной ресторан» (англ. Last Night Restaurant) и в корейско-китайском сериале «Под чёрным лунным светом» (англ. Under the Black Moonlight). Сон Юн также снялся в успешной веб-дораме «Мы расстаёмся» (англ. We Broke Up). Джин У появился в дораме «Волшебный сотовый телефон» (англ. Magic Cellphone), пока Мино участвовал в шоу Show Me The Money, где финишировал как участник. Ряд его цифровых релизов с программы был успешен, включая «Fear» с Тэяном, который стал самым скачиваемым синглом шоу. В декабре компания объявила, что группа вернётся на сцену в 2016 году с «более чем пятью релизами».
В 2016 году первым релизом «для подогрева» стал дуэт Мино и Тэхёна «Pricked». Несмотря на отсутствие промоушена, он занял 2 место на Melon и 1 в iTunes 9 стран, включая Сингапур, Таиланд и Бруней. В честь предстоящего камбэка группы был выпущен ряд музыкальных каверов на заглавные треки в дуэтах с Ли Хай, Zion.T, Epik High, Тэяном и G-Dragon. 1 февраля был выпущен мини-альбом EXIT:E, который стал первым релизом коллектива после 18-месячного перерыва. Начался промоушен треков «Baby Baby» и «Sentimental», первых из запланированной серии «EXIT:E Movement». В апреле группа появилась в шоу «Друзья полумесяца» (англ. Half-Moon Friends), а в сентябре Мино дебютировал в хип-хоп дуэте MOBB вместе с Бобби из iKON. 12 октября YG Entertainment объявили о том, что Тэхён приостановит деятельность в группе из-за проблем со здоровьем, поэтому все остальные релизы в рамках проекта «EXIT Movement» будут отложены. 25 ноября было объявлено, что Тэхён уходит из коллектива, и одной из причин также может являться постоянная задержка промоушена. Было решено продолжить деятельность группы в составе четырёх человек без добавления новых участников.
В ноябре Джин У был объявлен как один из главных постановщиков проекта «Маленький принц» от Korea National Contemporary Dance Company. Он является первым корейским исполнителем, принявшим участие в подобном проекте. Также было заявлено об участии Сын Юна и Джин У в веб-дораме «1000 лет любви» (англ. Love for A Thousand More).

### 2017:Fate Number ForиOur Twenty Four
17 марта 2017 года YG Entertainment подтвердили камбэк группы спустя 14 месяцев с момента последнего релиза. 4 апреля состоялся релиз синглового альбома Fate Number For. В тот же день были выпущены видеоклипы «Really Really» и «Fool». 26 апреля была выпущена японская версия Fate Number For. 4 августа состоялся релиз второго сингл-альбома Our Twenty Four. Были выпущены видеоклипы «Love Me Love Me» и «Island».
4 августа Winner вернулись с альбомом Our Twenty For. Были выпущены два сингла, «Love Me Love Me» и «Island».»Love Me Love Me» был выбран Dazed Digital в качестве одной из 20 лучших песен K-Pop 2017 года.

### 2018: Японский тур,EVERYD4Yи «Millions»
В феврале 2018 года Winner выпустили свой второй японский сингл «Our Twenty Four», который содержал две новые оригинальные японские песни «Raining» и «Have A Good Day». Они также провели свой четвертый концертный тур по Японии..
4 апреля 2018 года был выпущен второй студийный альбом EVERYD4Y, в который вошли корейские версии песен «Raining» и «Have A Good Day», а также неизданная ранее песня «LaLa»..
17 июня группа успешно провела свой частный этап, WWIC 2018, 3 года с момента их последнего события в 2015 году. Он был проведен два раза в Олимпийском зале, Сеул в 1 час дня и 6 часов вечера (KST), в общей сложности было продано 6 000 билетов.
4 июля Winner объявили о своем первом концертном туре. Тур стартовал в Сеуле, Южная Корея на Олимпийской гимнастической арене 19 августа в 6 вечера (KST) и сделает остановки в 7 азиатских городах: Тайбэй, Куала-Лумпур, Бангкок, Сингапур, Манила, Джакарта и Гонконг. С момента объявления были выпущены тизеры для продвижения их Мирового тура.
14 ноября было объявлено, что группа  посетит Северную Америку в начале 2019 года. Група сделает шесть остановок в США, начиная с Сиэтла 15 января и одну остановку в канадском Торонто 27 январе. Другие остановки в Соединенных Штатах включают Сан-Франциско, Лос-Анджелес, Даллас, Чикаго, Нью-Йорк.
В декабре 2018 года было подтверждено, что Winner вернутся примерно через 8 месяцев после выхода EVERYD4Y. Предстоящая новая песня будет предрелизным синглом с 3-го официального альбома. Позже выяснилось, что новый сингл Winner называется «Millions». Цифровой сингл и его музыкальное видео были официально выпущены 19 декабря в 6 вечера, а физические копии были выпущены 24 декабря. «Millions» возглавил музыкальный чарт 7 крупнейших корейских музыкальных платформ и чартов iTunes Song в 19 различных регионах.

### 2019:WeиCross
В январе Winner начали год с «Everywhere Tour Encore" в Kspo Dome (Олимпийский гимнастический стадион) в Сеуле. В том же месяце Winner начали свой первый тур по Северной Америке. Сначала в Paramount Theater в Сиэтле 15 января и выступил в шести других городах, включая Сан-Франциско, Лос-Анджелес, Даллас, Чикаго, Торонто и их финал, Нью-Йорк 29 января.
15 мая Winner выпустили свой второй мини-альбом We с заглавным треком «Ah Yeah». «Ah Yeah» достиг статуса «Perfect All Kill» в 8 корейских музыкальных чартах и возглавил чарты альбомов iTunes в 19 регионах мира.
4 октября выяснилось, что Winner готовятся к октябрьскому релизу перед турне «Cross» в Сеуле.  23 октября группа выпустила третий мини-альбьом Cross.

## Участники
| Сценический псевдоним | Сценический псевдоним | Настоящее имя | Настоящее имя | Дата рождения | Позиция в группе                        |
| Основной              | Другой                | На русском    | Хангыль       | Дата рождения | Позиция в группе                        |
| --------------------- | --------------------- | ------------- | ------------- | ------------- | --------------------------------------- |
| Сынюн                 | Kang SeungYoon        | Кан Сын Юн    | 강승윤        | 21.01.1994    | Лидер, главный вокалист, макнэ          |
| Джину                 | Kim JinWoo            | Ким Джин У    | 김진우        | 26.09.1991    | Лицо группы, ведущий вокалист и танцор. |
| Сынхун                | Lee SeungHoon         | Ли Сын Хун    | 이승훈        | 11.01.1992    | Главный танцор, ведущий рэпер.          |
| Мино                  | Song Mino             | Сон Мин Хо    | 송민호        | 30.03.1993    | Главный рэпер                           |

### Бывшие участники
| Сценический псевдоним | Сценический псевдоним | Настоящее имя | Настоящее имя | Дата рождения | Позиция в группе        |
| Основной              | Другой                | На русском    | Хангыль       | Дата рождения | Позиция в группе        |
| --------------------- | --------------------- | ------------- | ------------- | ------------- | ----------------------- |
| Тэхён                 | Nam TaeHyun           | Нам Тэ Хён    | 남태현        | 10.05.1994    | Главный вокалист, макнэ |

## Дискография
| Корейские альбомы Студийные альбомы 2014 S/S (2014) EVERYD4Y (2018) Remember (2020) Мини-альбомы EXIT:E (2016) We (2019) Cross (2019) | - Our Twenty For (2018) |  |

## Фильмография
- WIN: Who Is Next (2013, Mnet)
- Winner TV (2013–14, Mnet)
- Half-Moon Friends (2016, JTBC)
- Youth Over Flowers (2017, tvN)
- YG Future Strategy Office (2018, Netflix)[a]
- Winner Vacation - Hoony Tour (2019, Olleh TV)
- W-Log (2019, YouTube / Vlive)

## Концерты и туры

### Туры
- Winner 2014 Zepp Tour in Japan (2014)
- Worldwide Inner Circle Conference: WWIC (2015)
- Winner Japan Tour 2015 (2015)
- Winner 2016 EXIT Tour (2016)
- Winner Japan Tour 2018 ~We’ll always be young~ (2018)
- WINNER EVERYWHERE TOUR (2018)

### Концерты
- YG Family 2014 World Tour: Power (2014)

### Разогрев
- Big Bang Japan Dome Tour (2013) — (Разогрев)
- 2NE1 AON: All or Nothing World Tour (2014) — (Гость)
- Epik High EPIK HIGH 'Parade 2014' Concert Tour (2014) — (Гость)
- Epik High EPIK HIGH 'Now Playing' Concert (2015) — (Гость)
- iKON Japanese concert tour (2016) — (Гости: Мино для MOBB)
- Sechskies 20th Anniversary Concert (2017) — (Гость)
- PSY All Night Stand 2017 (2017) — (Специальный гость)

## Награды и номинации

### Музыкальные премии

#### Style Icon Award
| Год  | Категория      | Работа | Результат |
| ---- | -------------- | ------ | --------- |
| 2014 | Новые Иконы    | Winner | Победа    |
| 2016 | Крутой К-Стиль | Winner | Победа    |

#### Melon Music Awards
| Год  | Категория               | Работа        | Результат |
| ---- | ----------------------- | ------------- | --------- |
| 2014 | Лучший новый артист     | Winner        | Победа    |
| 2014 | Артист топ-10           | Winner        | Победа    |
| 2017 | Артист топ-10           | Winner        | Победа    |
| 2017 | Артист года             | Winner        | Номинация |
| 2017 | Награда за популярность | Winner        | Номинация |
| 2017 | Kakao Hot Star          | Winner        | Номинация |
| 2017 | Танцевальный жанр       | Really Really | Номинация |
| 2017 | Песня года              | Really Really | Номинация |

#### Melon Popularity Award
| Год  | Категория | Работа                                        | Результат |
| ---- | --------- | --------------------------------------------- | --------- |
| 2016 | Baby Baby | Награда за недельную популярность (8 февраля) | Победа    |

#### Mnet Asian Music Awards
| Год  | Категория           | Работа | Результат |
| ---- | ------------------- | ------ | --------- |
| 2014 | Лучший Новый Артист | Winner | Победа    |

#### A-Awards by ARENA Homme+
| Год  | Категория             | Работа | Результат |
| ---- | --------------------- | ------ | --------- |
| 2014 | Мужчины Года: Новичок | Winner | Победа    |

#### SBS Gayo Daejeon
| Год  | Категория           | Работа | Результат |
| ---- | ------------------- | ------ | --------- |
| 2014 | Лучший Новый Артист | Winner | Победа    |

#### 2014 Bugs Awards
| Год  | Категория     | Работа   | Результат |
| ---- | ------------- | -------- | --------- |
| 2014 | Песня Года    | «Empty»  | Номинация |
| 2014 | Альбом Топ-10 | 2014 S/S | Победа    |
| 2014 | Альбом Года   | 2014 S/S | Номинация |
| 2014 | Новичок Года  | Winner   | Номинация |

#### Golden Disk Awards
| Год  | Категория                            | Работа | Результат |
| ---- | ------------------------------------ | ------ | --------- |
| 2015 | Лучший Новый Артист (Мужская группа) | Winner | Победа    |

#### Gaon Chart K-Pop Awards
| Год  | Категория                          | Работа | Результат |
| ---- | ---------------------------------- | ------ | --------- |
| 2015 | Новый Артист Года (Мужская группа) | Winner | Победа    |

#### Tudou Young Choice Awards
| Год  | Категория                         | Работа | Результат |
| ---- | --------------------------------- | ------ | --------- |
| 2014 | Самая популярная корейская группа | Winner | Победа    |

#### QQ Music Awards
| Год  | Категория                   | Работа | Результат |
| ---- | --------------------------- | ------ | --------- |
| 2015 | Лучшая новая сильная группа | Winner | Победа    |

#### MTV Asia Music Gala
| Год  | Категория                       | Работа | Результат |
| ---- | ------------------------------- | ------ | --------- |
| 2016 | Награда за мировую популярность | Winner | Победа    |

### Музыкальные программы

#### M! Countdown
| Год  | Дата        | Песня           |
| ---- | ----------- | --------------- |
| 2014 | 21 августа  | «Empty»         |
| 2014 | 28 августа  | «Empty»         |
| 2014 | 18 сентября | «Empty»         |
| 2016 | 25 февраля  | «Sentimental»   |
| 2017 | 13 апреля   | «Really Really» |
| 2017 | 20 апреля   | «Really Really» |

#### Music Bank
| Год  | Дата       | Песня   |
| ---- | ---------- | ------- |
| 2014 | 22 августа | «Empty» |

#### Inkigayo
| Год  | Дата       | Песня             |
| ---- | ---------- | ----------------- |
| 2014 | 24 августа | «Empty»           |
| 2014 | 31 августа | «Empty»           |
| 2017 | 9 апреля   | «Really Really»   |
| 2017 | 23 апреля  | «Really Really»   |
| 2017 | 30 апреля  | «Really Really»   |
| 2017 | 7 мая      | «Really Really»   |
| 2017 | 28 мая     | «Really Really»   |
| 2017 | 6 августа  | «Love me Love me» |
| 2017 | 13 августа | «Love me Love me» |
| 2017 | 20 августа | «Love me Love me» |
| 2017 | 27 августа | «Love me Love me» |

#### Music Core
| Год  | Дата       | Песня             |
| ---- | ---------- | ----------------- |
| 2017 | 8 апреля   | «Really Really»   |
| 2017 | 15 апреля  | «Really Really»   |
| 2017 | 22 апреля  | «Really Really»   |
| 2017 | 29 апреля  | «Really Really»   |
| 2017 | 6 мая      | «Really Really»   |
| 2017 | 20 мая     | «Really Really»   |
| 2017 | 29 июля    | «Really Really»   |
| 2017 | 5 августа  | «Love me Love me» |
| 2017 | 12 августа | «Love me Love me» |
| 2017 | 19 августа | «Love me Love me» |

### Комментарии
1. ↑  Cameo in Episode 02